# Oto jest głowa zdrajcy (film 1966)
Oto jest głowa zdrajcy (ang. A Man for All Seasons) – filmowa adaptacja sztuki Roberta Bolta z 1966 roku w reżyserii Freda Zinnemanna. Opowieść o konflikcie między królem Henrykiem VIII i Thomasem More’em w Anglii XVI wieku.
Obraz nagrodzony:
- Oscarem dla Najlepszego filmu (1966)
- BAFTA dla Najlepszego filmu (1968)

## Zarys treści
Angielski król Henryk VIII Tudor decyduje się porzucić żonę Katarzynę, która nie dała mu syna, i poślubić Annę Boleyn. Papież nie chce dać mu rozwodu. W tej sytuacji Henryk decyduje się na zerwanie z Rzymem i założenie Kościoła anglikańskiego. Zwraca się z żądaniem poparcia do Thomasa More’a, męża stanu i humanisty, cieszącego się autorytetem w kraju i za granicą. More jednak jako gorliwy katolik nie może się na to zgodzić. Wie jednak, że odmowa oznacza wyrok śmierci.

## Obsada
- Paul Scofield – sir Thomas More

- Wendy Hiller – Alice More
- Leo McKern – Thomas Cromwell
- Robert Shaw – Król Henryk VIII
- Vanessa Redgrave – Anna Boleyn
- Orson Welles – Kardynał Wolsey
- Susannah York – Margaret More
- Nigel Davenport – Książę Norfolk
- John Hurt – Richard Rich
- Corin Redgrave – William Roper
- Colin Blakely – Matthew
- Cyril Luckham – Arcybiskup Cranmer

i inni

## Wyróżnienia
Z okazji stulecia kina, w 1995 roku, w Watykanie opracowano listę „wielkich i wartościowych filmów”. Na liście znalazło się 45 filmów, zgrupowanych w trzech kategoriach: ważnych dla przedstawienia prawd religii, propagujących ważne wartości i stanowiących wybitne dokonania artystyczne. Film został zaliczony do kategorii dzieł propagujących wartości i prawdy religijne.